# Cristina Coletta
Cristina Coletta (Roma, 8 giugno 1985) è una calciatrice italiana, di ruolo attaccante.

## Carriera
Cresciuta calcisticamente nella Lazio CF, si mette in evidenza fin dalle giovanili per il suo fiuto del gol. Dal campionato Primavera, torneo che contribuisce a conquistare al termine della stagione 2000-2001, viene catapultata giovanissima in Serie A nella stagione 2004-2005, che vede la Lazio travolta da problemi finanziari e retrocessa sul campo per la prima volta nella sua storia.
Nel 2005-2006 scende di categoria - dalla Serie A alla Serie A2 - e si accasa al Sezze, dove partecipa ad un campionato travagliato che conduce le laziali alla retrocessione in Serie B. Nel campionato cadetto torna a segnare con continuità impressionante, ma i suoi gol non bastano per la promozione: il Sezze trova sulla sua strada prima la Roma CF (stagione 2006-2007) e poi proprio la Lazio (stagione 2007-2008) che la costringono ad accontentarsi di due secondi posti.
Contribuisce alla vittoria del Sezze nel campionato di Serie B nella stagione 2008-2009.
Approda all'Upea Orlandia 97 nella stagione successiva, squadra con cui conquista il primo posto del girone B al termine della stagione e che le offre l'opportunità di giocare nuovamente nel livello di vertice del campionato italiano femminile di calcio. La stagione 2010-2011 si rivela tuttavia ostica, con la squadra incapace di staccarsi dalla parte bassa della classifica e che al termine del campionato viene retrocessa in cadetteria. Rimane con la società orlandina anche la stagione successiva, con la squadra iscritta al girone D della Serie A2 2011-2012 e che riesce a conquistare la terza posizione, tuttavia la società nell'estate 2012 decide dapprima di rinunciare alla Serie A2 per iscriversi alla Serie C regionale, svincolando le proprie tesserate, e poi di cessare l'attività agonistica.
Durante il calciomercato invernale Coletta giunge ad un accordo con la società che l'ha fatta esordire in Serie A, la Lazio, con cui scende in campo nella seconda parte della stagione 2012-2013, condividendo con le compagne la retrocessione a fine campionato. Veste la maglia della Lazio storica ancora per due stagioni, sposando il progetto della Lazio trasferendosi nella nuova società dalla stagione 2015-2016.

## Palmarès
- Campionato italiano di Serie A2: 1

Upea Orlandia 97: 2009-2010
- Campionato italiano di Serie B: 1

Sezze: 2008-2009 (terzo livello)